# Dosisleistungskonstante
Unter Dosisleistungskonstanten (englisch absorbed dose constant) versteht man berechnete, für Radionuklide spezifische physikalische Konstanten im Strahlenschutz oder der Dosimetrie.
Sie werden verwendet, um eine Beziehung zwischen der Aktivität von radioaktiven Strahlern und den in einem bestimmten Abstand von ihnen erzeugten Strahlendosen herzustellen.
Dabei wird allgemein vorausgesetzt, dass gilt:
- die Strahlenquelle ist punktförmig
- die Schwächung des Strahlenbündels, d. h. Absorption und Streuung, ist vernachlässigbar
- das Abstandsquadratgesetz.

Symbol ist üblicherweise das große Gamma {\displaystyle \Gamma }, die SI-Einheit ist Gy·m2·s−1·Bq−1.

## Dosisleistung für Gammastrahler
Die Äquivalentdosisleistung berücksichtigt die biologische Wirksamkeit von Strahlung. Für Gammastrahler kann man sie nach folgender Formel abschätzen:
{\displaystyle {\dot {H}}=\ {\frac {\Gamma _{H}\cdot A}{r^{2}}}}
- {\displaystyle {\dot {H}}} ist die Äquivalentdosisleistung
- {\displaystyle \Gamma _{H}} ist die Äquivalentdosisleistungskonstante
- r ist der Abstand von der Strahlenquelle
- A ist die Aktivität des Gammastrahlers

{\displaystyle {\dot {H}}} ist eine Funktion der Zerfallsenergien, der Übergangswahrscheinlichkeiten und des Massenschwächungskoeffizienten des absorbierenden Objekts.
Folgende Tabelle führt einige Beispiele für {\displaystyle \Gamma _{H}} auf.
| Radionuklid          | {\displaystyle \Gamma _{H}} (mSv·m2·h−1·GBq−1) |
| -------------------- | ---------------------------------------------- |
| 60Co *               | 0,354                                          |
| 226Ra * + Tochter    | 0,298                                          |
| Positronenstrahler** | ~ 0,16–0,18                                    |
| 137Cs *              | 0,0925                                         |
| 131I *               | 0,0659                                         |
| 123I                 | 0,0465                                         |
| 99mTc                | 0,0216                                         |

* Kein reiner Gammastrahler

** Paarvernichtungsstrahlung
Dies bedeutet beispielsweise:
Bei einstündiger Bestrahlung durch eine Quelle mit 1 GBq 60Co ist somit in einem Meter Abstand mit einer Äquivalentdosis von maximal 0,35 mSv zu rechnen.

## Sonstiges
Veraltet ist die sogenannte Gammastrahlenkonstante. Sie berücksichtigt Anteile aus charakteristischer Strahlung nicht.
Für Betastrahler verwendet man eine spezielle Dosisleistungsfunktion statt der Konstanten.
Darüber hinaus gibt es analog auch Dosisleistungskonstanten für Röntgenstrahler, wobei hier aber die Beziehung zum Röhrenstrom hergestellt wird.